# Monardia atra
Monardia atra är en tvåvingeart som först beskrevs av Johann Wilhelm Meigen 1804.  Monardia atra ingår i släktet Monardia, och familjen gallmyggor. Arten är reproducerande i Sverige.